# Krabbenloch-Kaserne Ludwigsburg
Die Krabbenloch-Kaserne war eine Kaserne im Ludwigsburger Stadtbezirk Ost. Die längste Zeit ihres Bestehens war sie eine Kaserne der amerikanischen Armee und befand sich, eingeschlossen von der Danziger Straße im Westen, des Wieselwegs im Süden und der Friedrichstraße im Norden, auf dem Gelände des heutigen Wohngebietes Rotbäumlesfeld. Der Name Krabbenloch stammt von einem dortigen Gewann. Weitere Namen der Kaserne waren Rotbäumleskaserne, (Neue) Artilleriekaserne und Adolf-Hitler-Kaserne.
Sie wurde 1995 abgerissen.

## Geschichte

### Geschichte bis Kriegsende
Der Baubeginn der Krabbenloch-Kaserne war im Jahre 1938. Zu Kriegsbeginn 1939 waren die ursprünglichen Planungen noch nicht abgeschlossen. Geplant war die Kaserne für eine bespannte Abteilung des Artillerie-Regiments 25 der 25. Infanterie-Division.
Sie wurde vor 1945 als Kommandantur eines Kriegsgefangenenlager genutzt. Das als Stammlager 5A, abgekürzt „Stalag V A“, bezeichnete Lager selbst befand sich auf dem Gelände des heutigen Stadtteils Grünbühl.

### Die Krabbenloch-Kaserne als Internierungslager
Als Internierungslager wurde die Kaserne von Amerikanern Lager I.C.72 genannt. Es bestand von 1945 bis 1948.

### Die Krabbenloch-Kaserne 1949–1993
In den Jahren 1949–1993 war die US Army in der Krabbenloch-Kaserne. Es war unter anderem das 34th Signal Battalion des VII Corps sowie das 4th Surgical Hospital der 30th Medical Group hier stationiert.
1993 wurde die Krabbenlochkaserne von der US Army aufgegeben.

## Heute
Die Krabbenloch-Kaserne wurde 1995 abgerissen. Einzig das Heizungsgebäude wurde erhalten und ist weiter in Funktion.
Es wurde ein Neubaugebiet, das sogenannte Rotbäumlesfeld, errichtet. In diesem Wohngebiet sind neben Wohnungen auch ein Supermarkt, eine Tankstelle, eine Grundschule, ein Kindergarten und eine Sporthalle zu finden.